# STS-36
STS-36, voluit Space Transportation System-36, was een spaceshuttlemissie van de Atlantis. Deze missie werd uitgevoerd in opdracht van het United States Department of Defense. Tijdens de missie werd een spionagesatelliet in een baan rond de aarde gebracht.

## Bemanning
| Positie            | Lancering                       | Landing                         |                                 |
| ------------------ | ------------------------------- | ------------------------------- | ------------------------------- |
| Bevelhebber        | John Creighton 2e ruimtevlucht  | John Creighton 2e ruimtevlucht  |                                 |
| Piloot             | John Casper 1e ruimtevlucht     | John Casper 1e ruimtevlucht     |                                 |
| Missiespecialist 1 | Pierre Thuot 1e ruimtevlucht    | Pierre Thuot 1e ruimtevlucht    |                                 |
| Missiespecialist 2 | David Hilmers 3e ruimtevlucht   | David Hilmers 3e ruimtevlucht   | David Hilmers 3e ruimtevlucht   |
| Missiespecialist 3 | Richard Mullane 3e ruimtevlucht | Richard Mullane 3e ruimtevlucht | Richard Mullane 3e ruimtevlucht |

## Trivia
- De hoek van de lancering was 57 graden en na een geplande koerscorrectie was de baan 62 graden, waarmee het de lancering met de grootste lanceerhoek was die sinds 1960 (toen polaire lanceringen vanuit Cape Canaveral werden verboden) vanuit de Space Coast had plaatsgevonden.

## Media

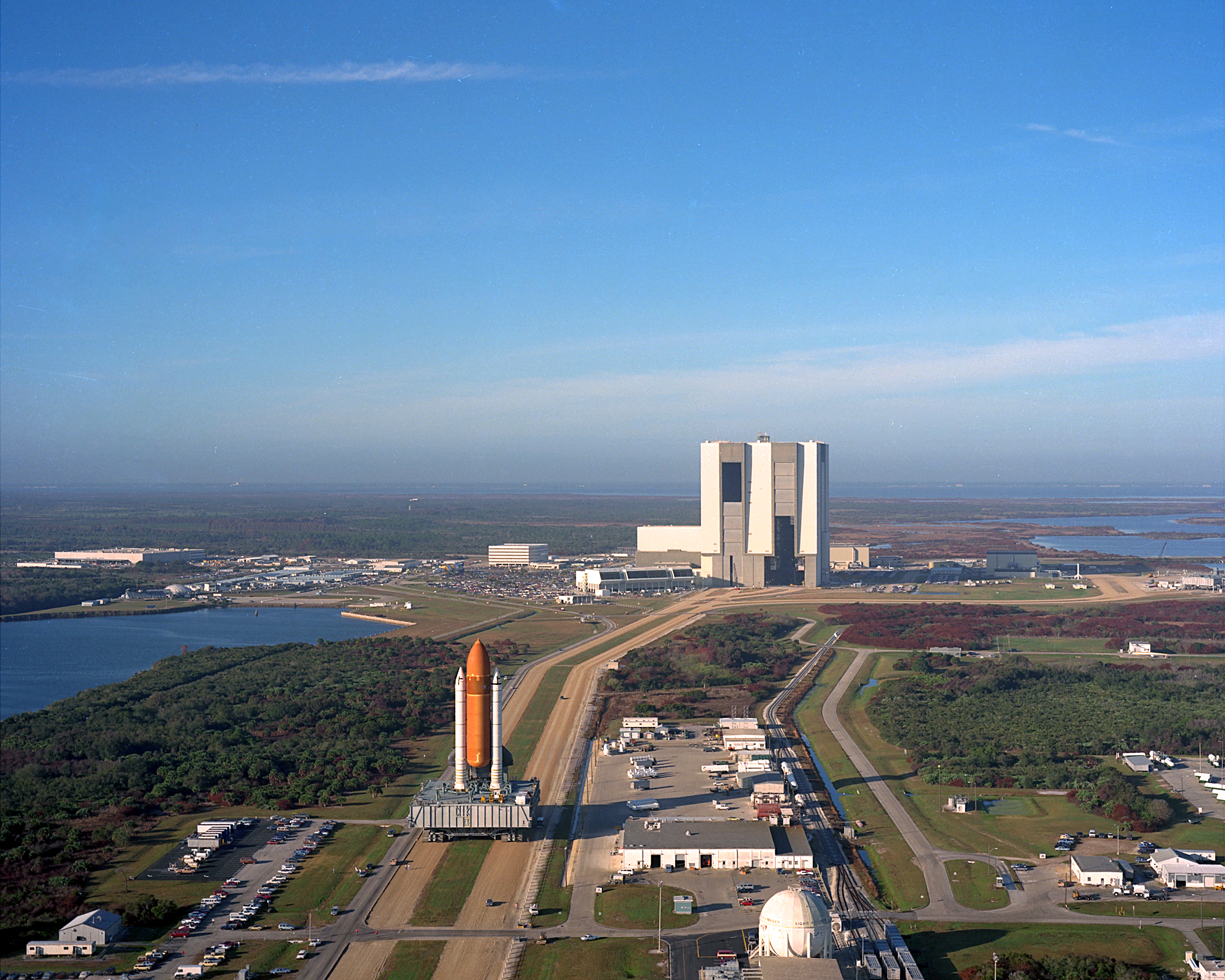
Atlantis onderweg naar platform A
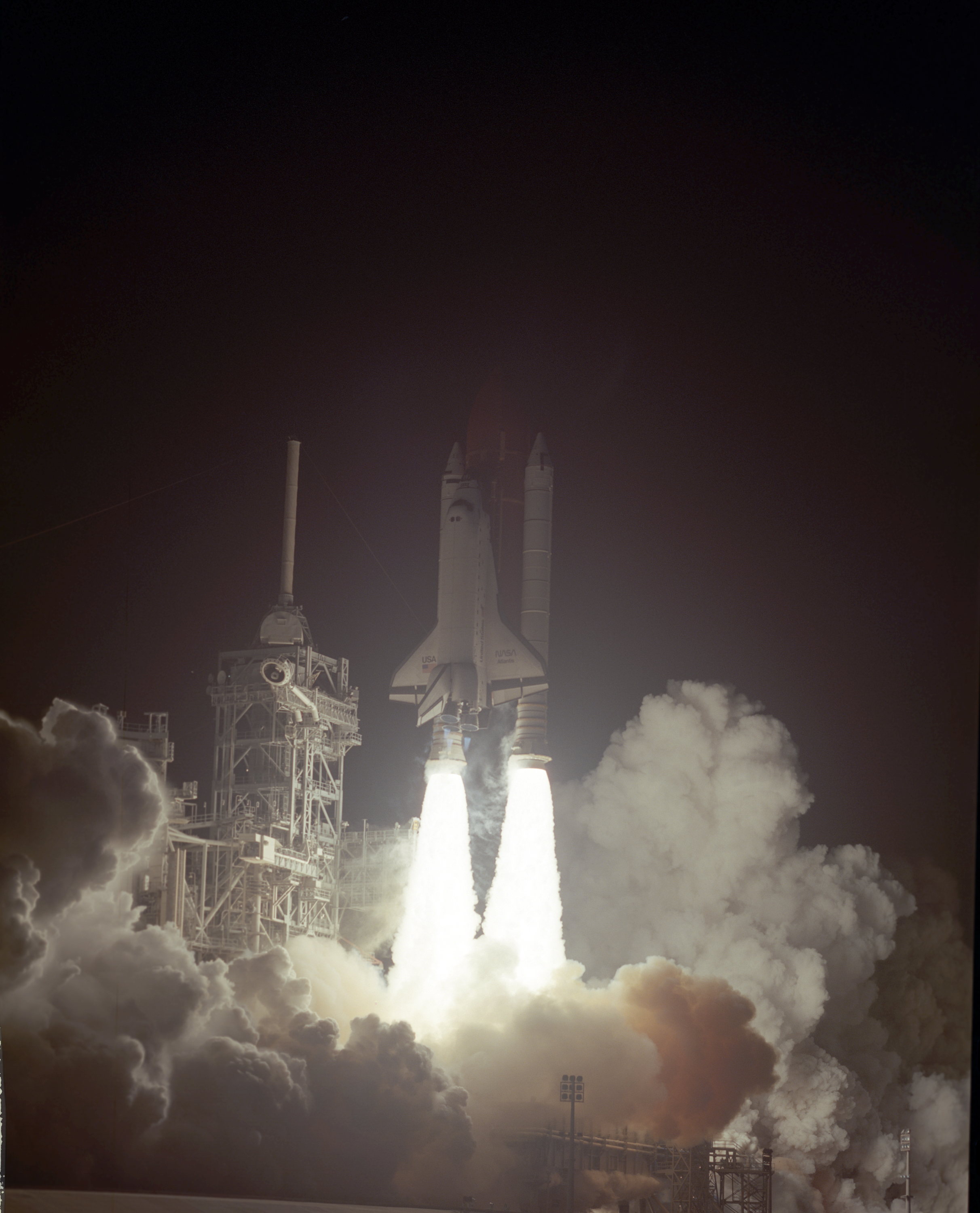
Lancering

STS-51-J · STS-61-B · STS-27 · STS-30 · STS-34 · STS-36 · STS-38 · STS-37 · STS-43 · STS-44 · STS-45 · STS-46 · STS-66 · STS-71 · STS-74 · STS-76 · STS-79 · STS-81 · STS-84 · STS-86 · STS-101 · STS-106 · STS-98 · STS-104 · STS-110 · STS-112 · STS-115 · STS-117 · STS-122 · STS-125 · STS-129 · STS-132 · STS-135